# Pereháza
Pereháza (ukránul: Перехресний) település Ukrajnában, Kárpátalján, a Munkácsi járásban.

## Fekvése
Volóctól északnyugatra fekvő település.

## Nevének eredete
Neve szláv eredetű, nevét a Perekrasznye nevű vízről kapta. A patak neve onnan származik, hogy a Zsdenyovka patak folyására volt merőleges a folyása.

## Története
Pereháza nevét 1600-ban említette először oklevél Perekreszt néven.
1630-ban Perekrefzt, 1645-ben Prekrasznye, 1773-ban Perekreszna, 1913-ban Pereháza néven írták.
1910-ben 212 lakosa volt. Ebből 4 magyar, 11 német, 197 ruszin volt, melyből 5 római katolikus, 199 görögkatolikus, 8 izraelita volt.
A trianoni békeszerződés előtt  Bereg vármegye Alsóvereczkei járásához tartozott.
A falu ruszin Perekreszna nevét 1904-ben, az országos helységnévrendezés során Pereházára magyarosították (Mező 1999: 297)